# Khayyam Mirzazade
Khayyam Mirzazade (en azerí: Xəyyam Mirzəzadə) fue un compositor y pedagogo de Azerbaiyán y Artista del pueblo de la RSS de Azerbaiyán.

## Biografía
Khayyam Mirzazade nació el 5 de octubre de 1935 en Bakú. En 1957 se graduó en la Academia de Música de Bakú. Fue estudiante en la academia del famoso compositor de Azerbaiyán Qara Qarayev. Desde 1957 enseñó en esta academia. De 1969 a 1983 fue jefe del Departamento de Composición de la Academia de Música de Bakú.
Khayyam Mirzazade fue autor de obras sinfónicas y de cámara, música para representaciones dramáticas y películas y canciones líricas. Sus obras se interpretó en Austria, Inglaterra, Hungría, Países Bajos, Alemania, Italia, Francia, etc. El compositor fue galardonado con la Orden Shohrat en 2000 y la Orden Sharaf en 2010 por decreto de Presidente de Azerbaiyán.
Khayyam Mirzazade murió el 30 de julio de 2018 en Bakú y fue enterrado en el Segundo Callejón de Honor.

## Actividad

### Coro, solista y orquesta sinfónica
- Cantata “Florece, mi Patria” (1964)
- Oda sobre el partido (1975)

### Orquesta sinfónica
- I Sinfonía (1957)
- II Sinfonía (Tríptico, 1970)
- Pequeña suite lírica (1963)
- Suite “Mugan” (1967)

### Orquesta de cámara
- Música (1964)
- 3 escenas de baile (1969)

### Instrumentos de viento
- Sexteto de música (1962)

### Filmografía
- 1961 – “Nuestra calle”
- 1970 – “Los ritmos de Absheron”
- 1970 – “Mis siete hijos”
- 1972 – “Mikayil Abdulla”
- 1974 – “Vientos en Bakú”
- 1977 – “La piedra”
- 1977 – “Una puñalada en la espalda”
- 1978 – “Casa de campo para una familia”
- 1985 – “Temporada de verano”
- 1985 – “Mi culpa”
- 1987 – “Las manos de Afrodita”
- 1990 – “El sótano”
- 1991 – “Hola desde el otro mundo”
- 1994 – “Mi ciudad blanca”
- 1995 – “Francés”
- 2000 – “Arif Babayev”
- 2004 – “Ogtay Agayev. Los días pasados”
- 2007 – “La casa”, etc.

## Premios y títulos
- Artista de Honor de la RSS de Azerbaiyán (1972)
- Premio Estatal de la RSS de Azerbaiyán (1975; 1986)
- Artista del Pueblo de la RSS de Azerbaiyán (1987)
- Orden Shohrat (2000)
- Orden Sharaf (2010)